# داود حيدو
داود حيدو دكتور وسياسي ووزير ومفكر اقتصادي سوري مواليد القامشلي (ولد ؟ _2022) عضو المكتب السياسي للحزب الشيوعي السوري
درس الابتدائية و الثانوية حر في القامشلي الحسكة إلى ألمانيا (1958) شارك في تأسيس نقابة لعمال الميكانيك في بداية الخمسينيات،
حاملاً شهادة الدكتوراه في التخطيط الاقتصادي عام ،1967 كان مديراً للتجارة الخارجية في وزارة الاقتصاد، وعمل رئيساً لمكتب تسويق النفط.
وزيراً للدولة حتى عام ،1985 ثم كلف بمهام وزارة الإنشاء والتعمير لمدة عام، وكذلك بمهام وزير الصناعة، وكان عضواً في اللجنة الاقتصادية في رئاسة مجلس الوزراء، ثم مستشاراً اقتصادياً في رئاسة الوزراء.

## المناصب الوزارية
وزير دولة حكومة عبد الرؤوف الكسم الأولى
وزير دولة حكومة عبد الرؤوف الكسم الثانية

## المصدر
1. ↑  "في الذكرى السنوية الأولى لرحيل الرفيق الدكتور داود حيدو". جريدة النور. 20 أغسطس 2018. اطلع عليه بتاريخ 2024-08-09.
2. ↑  "داود حيدو… الغائب الحاضر: قراءة في كتاب". جريدة النور. 20 أغسطس 2018. اطلع عليه بتاريخ 2024-08-09.
3. ↑  "آلان كرد - رحيل الرفيقين د. داود حيدو و سليمان تمو". الحوار المتمدن. مؤرشف من الأصل في 2024-08-09. اطلع عليه بتاريخ 2024-08-09.
4. ↑  "حكومة عبد الرؤوف الكسم الأولى". ويكيبيديا. 5 يونيو 2023. مؤرشف من الأصل في 2025-02-23.
5. ↑  "حكومة عبد الرؤوف الكسم الثانية". ويكيبيديا. 5 يونيو 2023. مؤرشف من الأصل في 2024-12-24.